# Hwa
Hwa é um tipo de bota tradicional coreana, e que, junto do também coreano Yi (이), é o representante dos sapatos. O Yi se refere à todos tipos de sapatos que não vão até o tornozelo. Hwa é geralmente feito de couro, e os artesãos que fazem o sapato são chamados hwajang (화장). Ele foi originalmente usado por minorias étnicas do Norte da China. Supõe-se que hwa foi introduzido na Coreia durante a dinastia Tang da China, na época dos três Reinos da Coreia.